# 青木詩央里
青木 詩央里（あおき しおり、1974年7月19日 - ）は、日本の元AV女優。
東京都出身。身長:157cm。スリーサイズ:B82（Cカップ-70） W57  H85。血液型:B型。趣味:ショッピング。

## 略歴
1993年にデパートガールからAV界に転身した。美少女AV女優として、引退した現在でも根強い人気がある。

## 人物
- 中学時代は器械体操部に在籍していた[1]。
- 高校は女子高校だった[1]。
- 初キスは高校卒業後だった[1]。

## 作品

### アダルトビデオ
- ジューシー（1993年12月19日）
- やっぱりナマだもの（1994年1月23日）
- 悶絶ラビア（1994年3月13日）
- 快楽スッポン教師（1994年5月8日）

以上宇宙企画の作品
- 元気を出してアレだして（1994年2月11日）
- コーマニズム宣言（1994年4月1日）

以上アリスJAPANの作品
- 秘め姫（1994年2月26日、KUKI）
- ヌード（1994年3月11日、マックス・エー）
- 発情の瞳（1994年4月26日、クリスタル映像）
- 三所攻めで連続絶頂（1994年6月20日、メビウス）
- NEO出血大制服（1994年7月16日、アトラス21）

## 書籍

### 写真集
- GOODBYE　-青木詩央里写真集-（丸山裕撮影、1994年、英知出版）ISBN 9784754213640
- 青木詩央里写真集「Re-fresh 少女の香り」（丸山裕撮影、1994年、ハートデラックス）ISBN 9784756709929

### 雑誌
- オレンジ通信 1994年03月号（表紙）